# Unione Sportiva Arsenale Messina 1950-1951

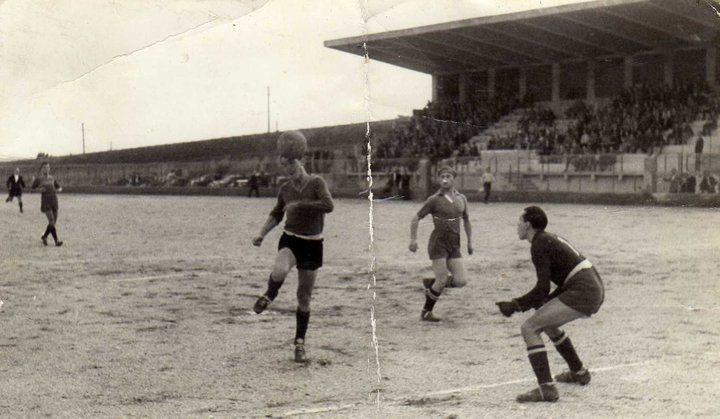
Filippo Rodilosso (U.S. Arsenale, Messina)

Questa voce raccoglie le informazioni che riguardano l'Unione Sportiva Arsenale Messina nelle competizioni ufficiali della stagione 1950-1951.

## Rosa

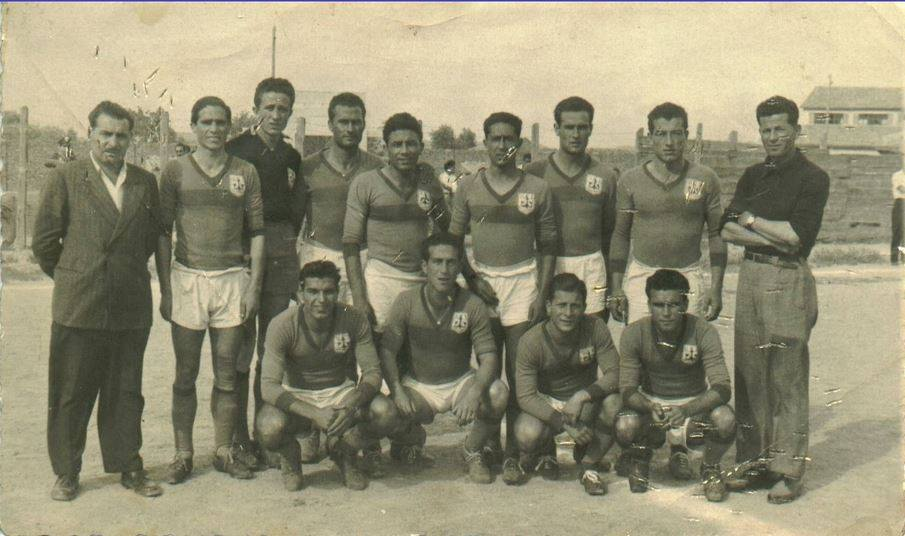
Stadio G. Celeste, Messina

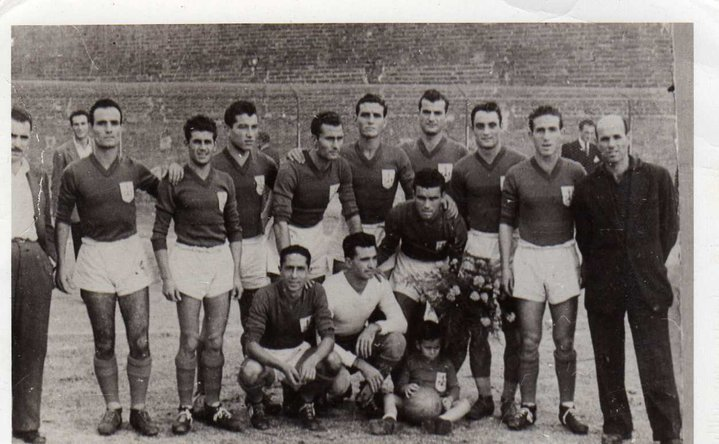
Stadio G. Celeste, Messina

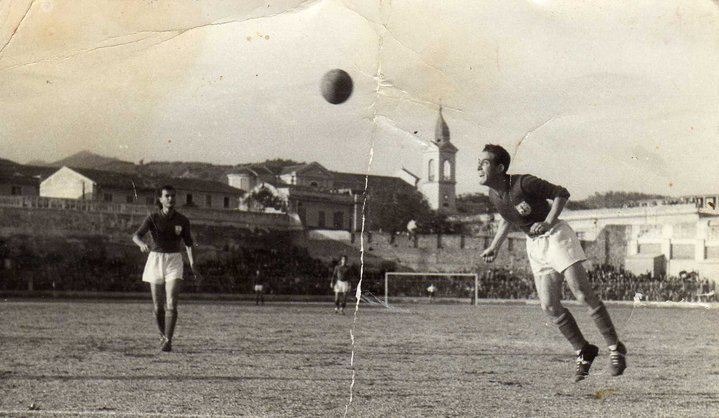
Filippo Rodilosso (U.S. Arsenale, Messina)

| N. |                   | Ruolo | Calciatore    |
| -- | ----------------- | ----- | ------------- |
|    | Italia (bandiera) | A     | C. D'Andrea   |
|    | Italia (bandiera) | D     | Antonio Faleo |
|    | Italia (bandiera) | C     | N. Ferreri    |
|    | Italia (bandiera) | C     | A. Foti       |
|    | Italia (bandiera) | C     | G. Fucà       |
|    | Italia (bandiera) | P     | N. Giannuzzo  |
|    | Italia (bandiera) | A     | A. Gioia      |
|    | Italia (bandiera) | C     | N. Gregorio   |

| N. |                     | Ruolo | Calciatore        |
| -- | ------------------- | ----- | ----------------- |
|    | Italia (bandiera)   | D     | V. Lanza          |
|    | Italia (bandiera)   | A     | Filippo Rodilosso |
|    | Italia (bandiera)   | A     | O. Sigala         |
|    | Ungheria (bandiera) | P     | V. Sjpos          |
|    | Italia (bandiera)   | C     | O. Terranova      |
|    | Italia (bandiera)   | A     | L. Villari        |
|    | Italia (bandiera)   | C     | Zangarella        |